# Amstel Gold Race 1976
De Amstel Gold Race 1976 was 230 km lang en ging van Heerlen naar Meerssen. Op het parcours waren er 20 hellingen. Aan de start stonden 118 renners.

## Verloop
De Amstel Gold Race telt vanaf nu mee voor de Super Prestige. In de beginfase ontsnapt Wim de Waal, hij wordt op de 2e beklimming van de Keutenberg ingelopen door Jan Raas, Hennie Kuiper, Joop Zoetemelk en Freddy Maertens. Freddy Maertens zet de demarrage door en fietst solo naar de finish.

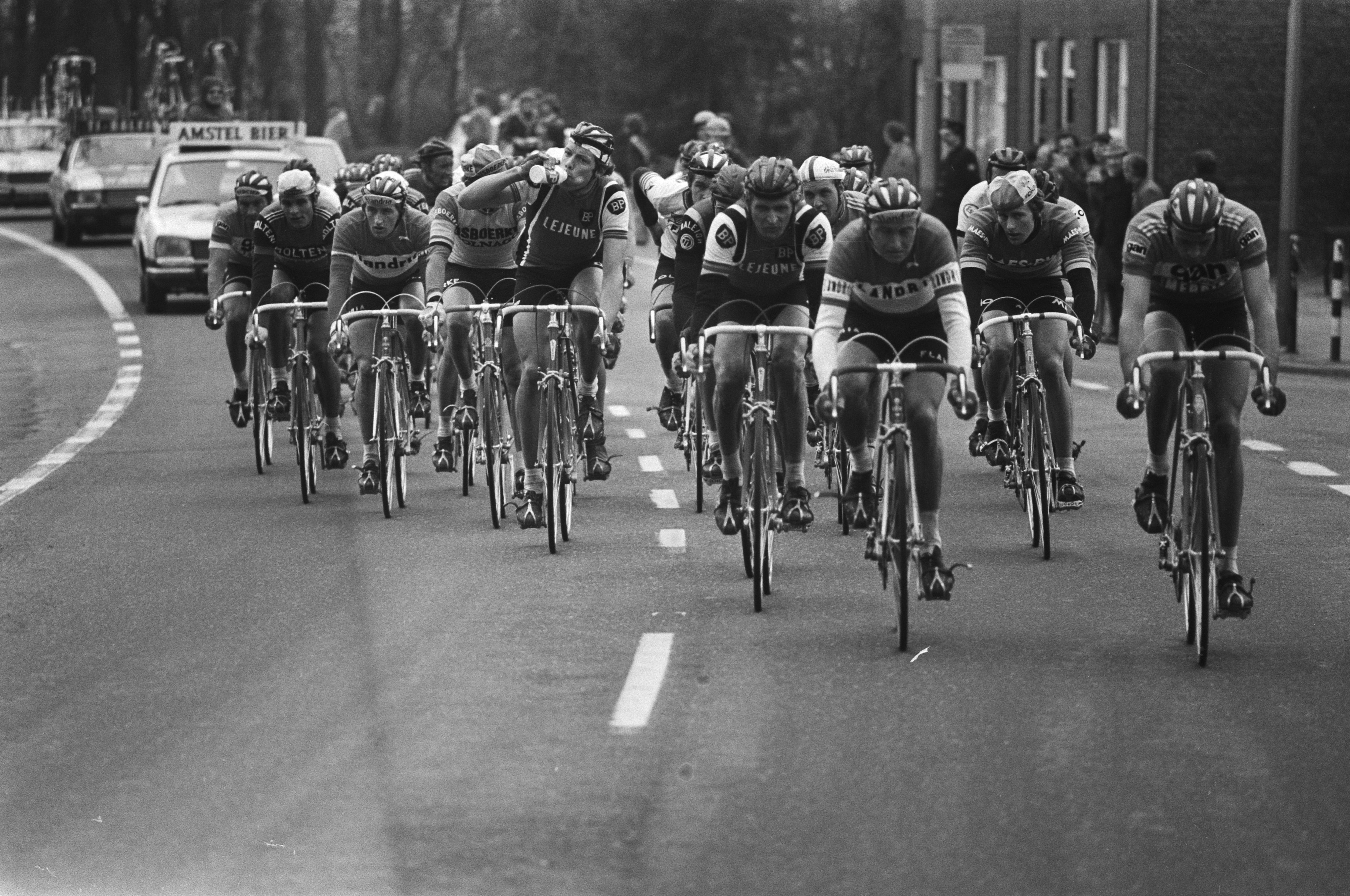

## Hellingen
De 20 hellingen gerangschikt op voorkomen op het parcours.

| 1. Hussenberg 2. Raarberg 3. Cauberg 4. Sibbergrubbe 5. Keutenberg 6. Fromberg 7. Mingersberg 8. Gulperberg 9. Koning van Spanje 10. Heyenrath | 11. Kruisberg 12. Mingersberg (2e maal) 13. Gulperberg (2e maal) 14. Koning van Spanje (2e maal) 15. Heyenrath (2e maal) 16. Sibbergrubbe (2e maal) 17. Keutenberg (2e maal) 18. Fromberg (2e maal) 19. Sibbergrubbe (3e maal) 20. Cauberg (2e maal) |

## Uitslag
| rang | renner          | land      | tijd       |
| ---- | --------------- | --------- | ---------- |
| 1    | Freddy Maertens | België    | 5u 53' 08" |
| 2    | Jan Raas        | Nederland | op 4' 29"  |
| 3    | Luc Leman       | België    | op 5' 19"  |
| 4    | Patrick Béon    | Frankrijk | z.t.       |
| 5    | Hennie Kuiper   | Nederland | z.t.       |
| 6    | Joop Zoetemelk  | Nederland | op 5' 32"  |
| 7    | Roger Swerts    | België    | op 6' 36"  |
| 8    | Roy Schuiten    | Nederland | op 6' 47"  |
| 9    | Frans Verbeeck  | België    | z.t.       |
| 10   | Kees Bal        | Nederland | z.t.       |